# Anolis vescus
Anolis vescus är en ödleart som beskrevs av  Garrido och HEDGES 1992. Anolis vescus ingår i släktet anolisar, och familjen Polychrotidae. Inga underarter finns listade i Catalogue of Life.